# Süt a nap (film)
A Süt a nap 1938-ban készült fekete-fehér magyar romantikus komédia Olasz János, Nagy Alíz és Kiss Manyi főszereplésével.

## Szereposztás
- Nagy Alíz – Sárika
- Olasz János – Sámson Mihály
- Rózsahegyi Kálmán – Tanító
- Pethes Sándor – Kopácsi Gyula
- Kiss Manyi – Jolán, a postamesterné lánya
- Egyed Lenke – postamesterné
- Mály Gerő – Juhász gazda
- Berky Lili – Sárika nagyanyja
- Makláry Zoltán – Zsigovics
- Gobbi Hilda – Szűcs Mari